# فیشینگن (بادن-وورتمبرگ)
فیشینگن (به آلمانی: Fischingen) یک شهر در آلمان است که در Lörrach واقع شده‌است. فیشینگن ۷۰۲ نفر جمعیت دارد.